# Sangatissa teta
Sangatissa teta är en fjärilsart som beskrevs av Swinhoe. Sangatissa teta ingår i släktet Sangatissa och familjen Eupterotidae. Inga underarter finns listade.